# Vicente Goicoechea Errasti
Vicente Goicoechea Errasti (Ibarra, 5 de mayo de 1854-Valladolid, 9 de mayo de 1916) fue un sacerdote católico, canónigo, maestro de capilla y compositor español. Es considerado uno de los músicos más importantes en la reforma de la música religiosa en España del último tercio del siglo XIX. 

## Biografía
Goicoechea pertenecía a una familia de músicos. Hizo el bachillerato en Vitoria (1867-1872), y durante la tercera guerra carlista se quedó en su pueblo natal, en una intendencia militar, estudiando piano. Después empezó la carrera de leyes en la Universidad de Oñate (Guipúzcoa) y la continuó en Valladolid. En 1877 consiguió el certificado de suficiencia para el ejercicio de la fe pública y el 1881 el título de notario.
Sintiéndose llamado al sacerdocio, hizo toda la carrera eclesiástica en el Seminario de Valladolid, y el 1890 alcanzó, después de unas oposiciones reñidas, la plaza de maestro de capilla de la catedral de esta ciudad. Se dedicó a la educación de la capilla de la catedral, para la que compuso la mayoría de sus obras, y formó en Valladolid el Orfeón Vasco-Navarro, integrado por elementos valiosos que había entre los estudiantes de Derecho y Medicina procedentes de las Provincias Vascongadas y Navarra.
Su formación musical fue en buena parte autodidacta, salvo algún maestría ocasional, como la de Felipe Gorriti. Conoció la obra de J. S. Bach, César Franck y Charles Gounod, así como la de los cecilianistas alemanes y de la polifonía del siglo XVI. Todo este bagaje le ayudó a configurar su estilo propio.
El año 1890 fue decisivo en su actividad creadora: marca el paso de su época juvenil de los "Gozos" (dedicados a diversos santos) a un período de reflexión y madurez. Se confirma su personalidad artística y se perfila su ideal de la música sacra. 
Obtuvo ese año la plaza de maestro de capilla de la Catedral de Valladolid. La música de culto católico pasaba por un momento crítico. Marginado por los autores más relevantes y con más formación. Goicoechea, siguiendo de cerca los movimientos restauradores de Solesmes y Ratisbona, inició una reforma que tuvo una repercusión muy amplia en toda España. Adquirió una valiosa biblioteca musical con las ediciones más recientes de los grandes autores de polifonía clásica. No sin oposición, fue introduciendo modificaciones importantes en el repertorio de la Catedral de Valladolid, con obras de los grandes autores del siglo XVI, como Cristóbal de Morales, Giovanni Pierluigi da Palestrina y Tomás Luis de Victoria; y del siglo XIX como Hilarión Eslava y Gounod. 
Dirigió el Orfeón Vasco-Navarro, formación que bajo su tutela llegó a alcanzar una gran calidad, e introdujo la formación musical, antes inexistente, en el seminario de Valladolid. Consideró de suma importancia la formación de los responsables parroquiales, por lo que asumió la instrucción musical del seminario, donde creó una Schola cantorum y estableció la enseñanza del Canto gregoriano y de la polifonía clásica, algo totalmente inusual hasta entonces. Además, trabajó con los alumnos de la Universidad de Valladolid, y creó un orfeón con los estudiantes vasco-navarros. 
A principios del siglo XX empezó a interesarse cada vez más por la música polifónica del Renacimiento, lo que se reflejó en sus creaciones. 
En 1904 supuso un cambio en el mundo de la música sacra. Es el año que San Pío X, recientemente elegido Papa, publica el famoso "Motu proprio", donde establecía las bases de una reforma radical de la música sacra. Goicoechea ya hacía años que llevaba a cabo esta tarea y en aquellos ya era un compositor de gran prestigio. Goicoechea colaboraba ya con Vicente Arregui. Pronto se les unieron jóvenes con una sólida formación como Nemesio Otaño, Julio Valdés, Marcelino Villalba, José M. Olaizola, Gaspar Arabaolaza, etc. 
Las ideas de este círculo reformista tuvieron un gran peso en el primer Congreso de Música Religiosa, celebrado en Valladolid en abril de 1907. Nemesio Otaño dirigió el congreso pero con él encontramos Vicente Goicoechea. A raíz del congreso, se decidió aplicar a nivel nacional lo que Goicoechea iba haciendo en Valladolid desde 1890. Cabe destacar la asistencia de músicos vascos, atraídos por las figuras de Goicoechea y Otaño. 

Como vehículo de estas inquietudes, se fundó la revista Música Sacro-Hispana, que comenzó ser editada en Valladolid para y luego a Bilbao y Vitoria:  
 «La paternidad de su nombre se debia a insigne maestro don Vicente Goicoechea. La humildad de este músico excelente no le permitió escribir en nuestra revista más que el título, pero el supo dirigirla y encauzarla por los senderos del Verdadero arte religioso español, con sobre continuos consejos y sabias orientaciones. Él fue hasta su muerte el mejor censor de cada número» (" Música Sacro Hispana ", agosto de 1907, p.72; abril de 1911, p.65). 
 A raíz del Congreso sobre Música Religiosa de Valladolid, Goicoechea consideró cumplidos sus objetivos y concluida su carrera. Sus discípulos ya eran mayores de edad. Así pues Goicoechea pasó a un segundo plano, aunque siguió colaborando activamente aún en la organización de los congresos de Sevilla y de Barcelona. 
Su salud cada vez era más delicada y llevaba una vida retirada aunque sigue componiendo hasta su muerte.

## Carrera musical
Entre sus virtudes destacaban la humildad y una modestia poco comunes, lo que hizo que fuera ignorado por la opinión musical española y extranjera hasta que, primero Felip Pedrell, y más tarde el propio Nemesio Otaño lo empujan a dar a conocer su personalidad artística y le aconsejaran publicar algunas de sus obras.
Las obras de Goicoechea se adelantaron en más de diez años a las reformas litúrgicas de San Pío X. Tres de las obras anteriores a la reforma del Papa son: los Maitines, las Kalendas y los Responsoria. Compuso también varios moteles: O corazón amoris víctima, Ave verum corpus, Tantum ergo.
En estas circunstancias, Goicoechea vino a ser la piedra angular del movimiento en pro de la renovación de la música religiosa en España. Interesó el cardenal José María Cos y Macho en este cometido e influyó poderosamente en la formación musical del que fue su mentor, Nemesio Otaño. 
Entre 1902 y 1904 compuso sus obras más reconocidas: Oremus pro Pontífice, que más tarde transformó en la popular Ave María, el salmo Credidi, conocido en su versión del Benedictus, su reconocida Misa In honorem Inmaculatae Concepción, el salmo Miserere y el responsorio Christus factus est. También durante este tiempo compuso el oficio de Nona, que fue modificada más tarde.
Deseando el cardenal Cos premiar tanta virtud y laboriosidad, consiguió que Goicoechea fuera nombrado canónigo de la catedral de Valladolid, el 4 de marzo de 1915.
Goicoechea continuó componiendo hasta el final de su vida. Hacia el fin de su carrera, a partir del Congreso de Música de Valladolid, y cuando su salud empezó a decaer, todavía compuso obras como la Salve Regina en honor de Andra Mari de Ibabe, varias misas a cappella para Adviento y la Cuaresma, la versión definitiva de la Nona para el oficio de la Ascensión y algunos motetes. Podemos observar la influencia de J. S. Bach en el Te Deum. De sus últimos años son la lamentación Cogitavi y la Misa de Requiem.

## Obra
Hombre de talento y de gran erudición, no tuvo más guía ni maestro que Felipe Gorriti, con quien aprendió contrapunto y fuga, y más tarde los libros y las obras cumbres de la música, especialmente de los grandes polifonistas del siglo de oro, por los que sentía una gran admiración y predilección, sobre todo por Tomás Luis de Victoria . 
La orientación artística de Goicoechea fue correcta desde el principio, y adaptable a las normas dictadas posteriormente por las autoridades eclesiásticas. Son dignos de elogio el Miserere y Vexilla Regis, para coro y banda; el solemne Himno al Sagrado Corazón, a 6 voces y gran orquesta; el Mandatum, Villancicos de Navidad, etc.
En su orientación definitiva, sin embargo, su exigencia artística fue más rigurosa, tanto en el aspecto musical como en el religioso. Característica de esta última época es un grado de inspiración y de arte a unas alturas que, no sólo en España, sino también en Europa, alcanzaron muy pocos. Por eso la crítica extranjera, al conocer algunas de sus obras, llamó Goicoechea cabeza de la joven escuela de música sagrada española.
Sus dos obras magistrales, Christus factus este y Miserere mei, obras de notable grandiosidad, con una relativa simplicidad de recursos, elogiadas unánimemente, a pesar de ser genuinamente polifónicas, son sentidas, sin embargo, en un ambiente moderno. Entre los de otros autores, su predilecto fue J.S. Bach, como lo demuestra su magnífico Te Deum laudamus, que es a la vez una obra muy personal. También son muy notables:
- Salve Regina
- Himno a San Francisco de Asís,
- Jerusalén,
- O Corazón Jesu
- Ave María,
- Varios, Tantum ergo
- Adoro te devote,
- Misa de Adviento,
- Misa In honorem Inmaculatae Conception, de la que se han hecho numerosas ediciones
- Nona de Ascensión;
- Misa de Requiem, que fue la última que compuso.

También son modelos de composición las obras de texto extra litúrgico escritas para cubrir necesidades de la catedral de Valladolid y para los particulares. Son de este género:
- Langüentibus,
- Novenas de la Asunción,
- Virgen del Carmelo,
- Flores de mayo,
- Varios, Santo Dios, etc.

Fue un músico de prestigio; sus obras han sido interpretadas fuera de España. La producción de Goicoechea está dedicada exclusivamente a la música religiosa.

## Reconocimientos
En su pueblo natal y luego Vitoria dieron su nombre a una plaza y a una calle, respectivamente.